# Den røde by i Valby
Den røde by i Valby, eller VOB, er et boligområde med oprindeligt arbejderboliger i Valby. Kvarteret er anlagt af Valby og Omegns Byggeforening, der blev grundlagt 16. februar 1898 af bryggeriarbejdere. Kvarteret består af 100 enkelthuse, der ligger på Christen Bergs Allé, Overbys Allé, J.P.E Hartmanns Allé samt Traps Allé i Valby. Arkitekt var Julius Bagger. 